# نواف شيعان
نواف نبيل شيعان، لاعب كرة قدم سعودي، يلعب كحارس مرمى في النادي الأهلي.